# 格林鎮區 (印地安納州馬歇爾縣)
格林鎮區（英語：Green Township）是位於美國印地安納州馬歇爾縣的一個行政鎮區。

## 地方資料
根據2010年美國人口普查的數據，格林鎮區的面積為86.10平方千米，當中陸地面積為85.80平方千米，而水域面積為0.30平方千米。當地共有人口1103人，而人口密度為每平方千米12.81人。